# Steve Bisciotti

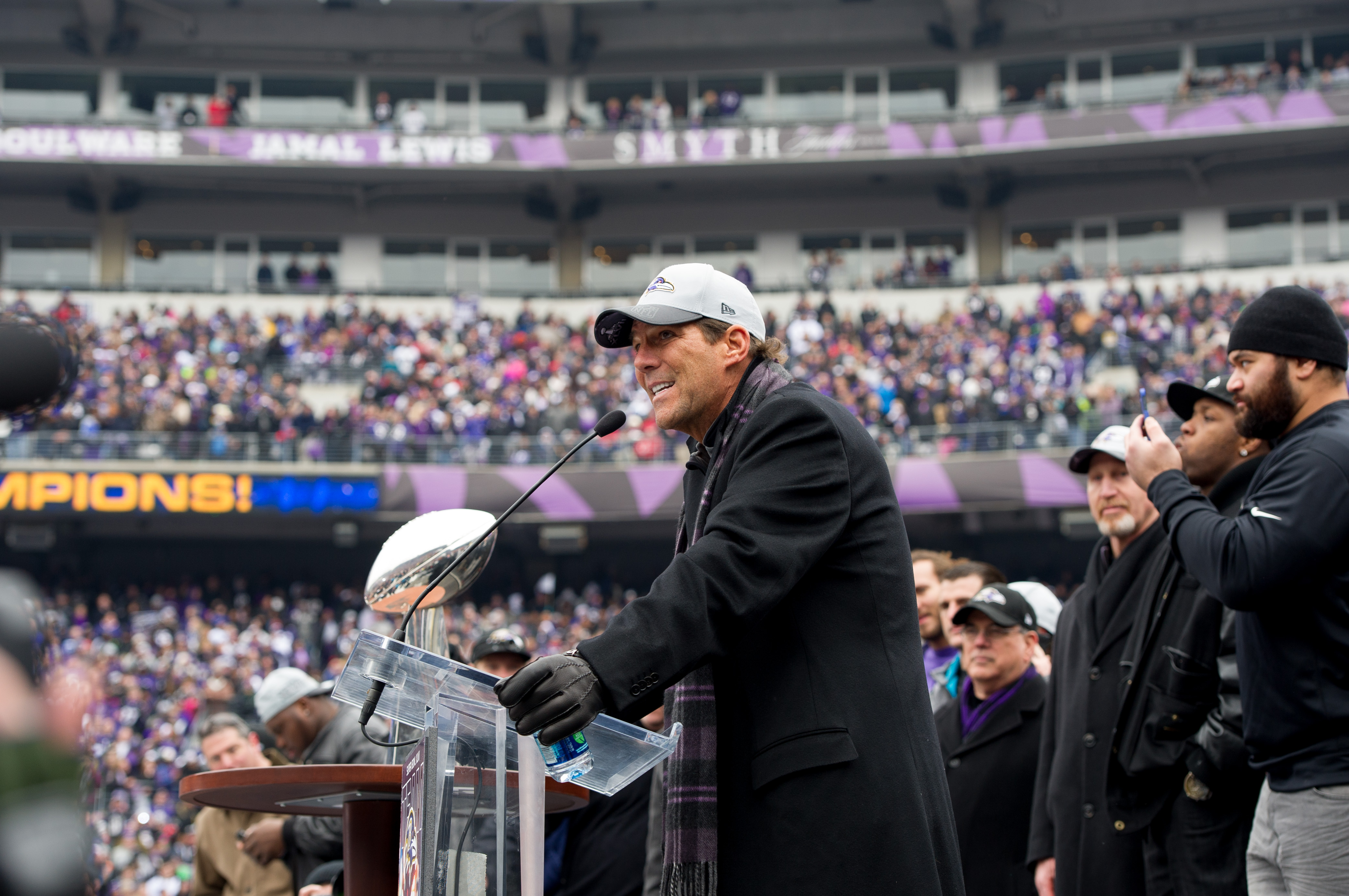
Steve Bisciotti

Steve Bisciotti (* 10. April 1960 in Philadelphia, Pennsylvania) ist ein US-amerikanischer Geschäftsmann, Unternehmer und Besitzer des NFL-Teams Baltimore Ravens.

## Werdegang
Steve Bisciotti stammt aus einer italo-amerikanischen Arbeiterfamilie aus einem Vorort von Baltimore. Seine Eltern, Bernard und Patricia Bisciotti, zogen im März 1961 nach Severna Park im US-Bundesstaat Maryland. Er besuchte die Severna Park High School. Als heranwachsender Jugendlicher liebte er Sport. Sein Vater nahm ihn zu Heimspielen der Baltimore Orioles und der Baltimore Colts mit. In seinem Abschlussjahr spielte er im Football-Team der Severna Park High School. Anschließend studierte er an der Salisbury State University, die er 1982 mit einem Bachelor of Arts („Liberal Arts“) im Fach „Science“  abschloss.
Im Jahr 1983 gründete er zusammen mit seinem Cousin Jim Davis die Firma Aerotek, einen Personaldienstleister für Luft- und Raumfahrt sowie Flugtechnologie. Im ersten Jahr erwirtschafteten beide bereits einen Umsatz von 1,5 Millionen Dollar. Aerotek wurde später in die Allegis Group eingebracht. Die Allegis Group ist die größte sich in privater Hand befindliche Personaldienstleistungs- und Personalvermittlungsfirma in den Vereinigten Staaten. Hauptsitz der Firma ist Hanover, Maryland.
Anfang der 2000er Jahre wurde Bisciotti als Sportinvestor tätig. Im März 2000 genehmigten die NFL-Eigentümer den Verkauf von 49 % der Baltimore Ravens an Bisciotti. Bisciotti erhielt dabei eine Vertragsoption für den späteren Kauf der weiteren 51 % für 325 Millionen Dollar vom Owner Art Modell im Jahr 2004. Am 9. April 2004 genehmigte die NFL Steve Bisciottis Kauf der Mehrheitsanteile. Zu Bisciottis ersten als Owner verantworteten Projekten gehörte der Bau eines eigenen, modernen Ansprüchen genügenden Trainings-, Ausbildungs- und Fortbildungszentrums The Castle, welches im Oktober 2004 eröffnet wurde.
Bisciottis finanzielles Engagement im Sportbereich führte auch zu größerer Wahrnehmung seiner unternehmerischen Tätigkeiten in der Öffentlichkeit.

## Vermögen
Steve Bisciotti ist Milliardär. Auf der Forbes-Liste 2015 wird sein Vermögen mit ca. 3,1 Milliarden US-Dollar angegeben. Damit belegt er Platz 690 auf der Forbes-Liste der reichsten Menschen der Welt.

## Privatleben
Steve Bisciotti ist mit seiner Frau Renee (geb. Foote) verheiratet. Sie haben zwei gemeinsame Söhne, Jason and Jack. Bisciotti lebt mit seiner Familie in Millersville am Ufer des Severn River in Maryland.
Bisciotti ist gläubiger und praktizierender Katholik und Mitglied im Aufsichtsrat der Associated Catholic Charities in Baltimore und der Mother Seton Academy.